# Nizza di Sicilia

Ubicació de Nizza di Sicilia dins la província

Nizza di Sicilia (sicilià Nizza) és un municipi italià, dins de la ciutat metropolitana de Messina. L'any 2005 tenia 3.618 habitants. Limita amb els municipis d'Alì Terme, Fiumedinisi, Mandanici i Roccalumera.

## Administració
| Període | Identitat           | Partit        |
| ------- | ------------------- | ------------- |
| 2007-   | Giuseppe Di Tommaso | Llista cívica |